# Senete
Senete est une ville du Botswana.